# Stromenmantel

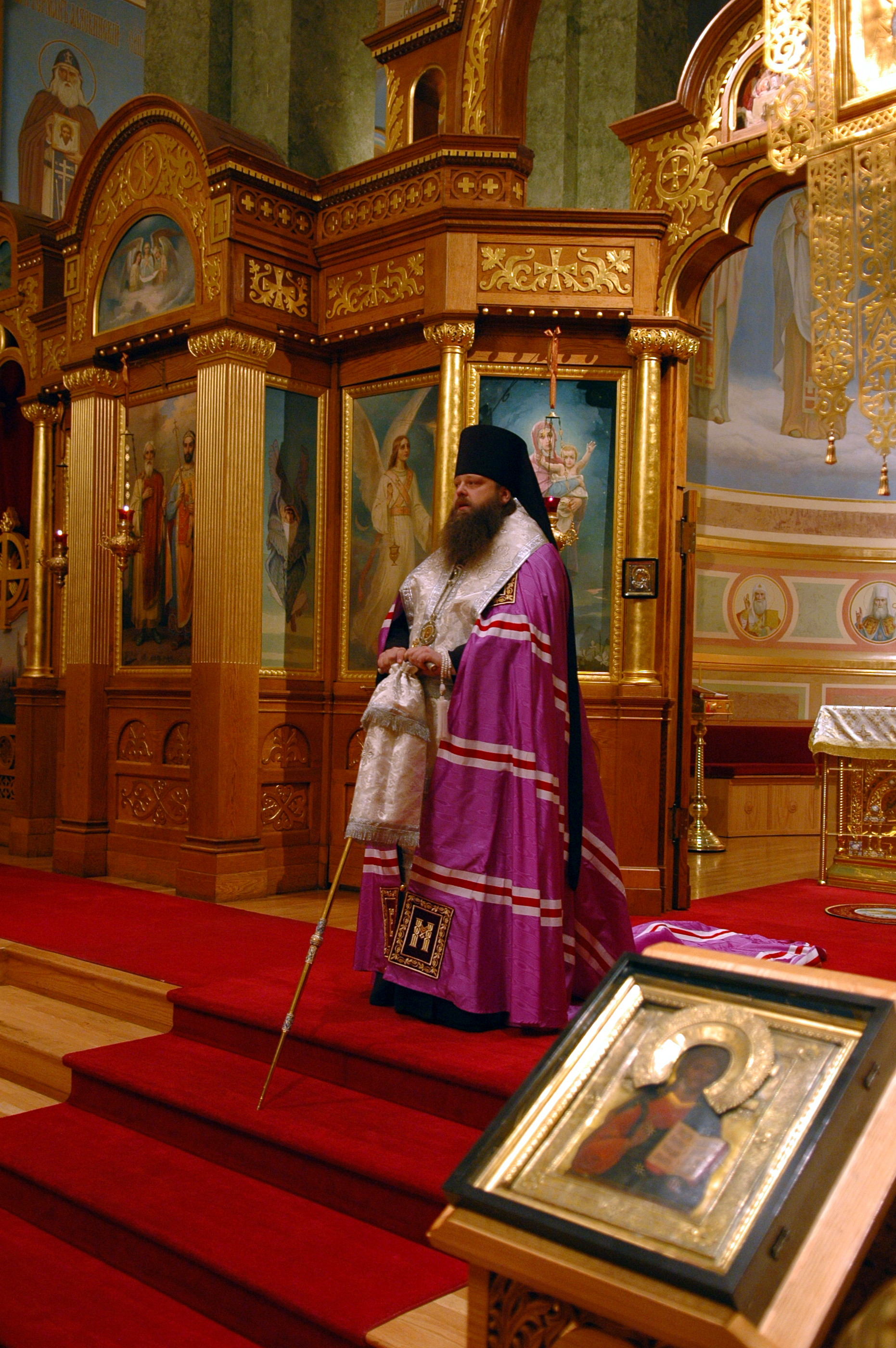
Russisch-orthodoxe aartsbisschop met Stromenmantel

Stromenmantel  (Grieks: μανδύας, mandyas; Kerkslavisch: мантия, mantija) is een mantel die de bisschoppen in de Othodoxe Kerk dragen bij feestelijke ontvangsten, processies en bij bepaalde gedeelten van de heilige diensten. Het is een mantel die mouwloos is en die los omgehangen wordt om de schouders. Aan de voorzijde zijn op schouder- en voethoogte vierkante doeken opgenaaid. Soms zijn op de bovenste doeken twee kruisen of iconen geborduurd, soms ook, maar dan onderaan, de initialen van de bisschop. Of er worden de “zesvleugeligen” op afgebeeld. Deze doeken heten “tafels der wet” en verwijzen naar het Oude en Nieuwe Verbond, door welke de bisschop zich dient te laten leiden in zijn apostolisch werk en die voor hem de bronnen der wijsheid moeten zijn bij het onderricht van de hem toevertrouwde kudde.

## Kleuren
Volgens de Russisch-orthodoxe traditie:
- Patriarch: groen
- Metropoliet: blauw
- Aartsbisschop: paars
- Bisschop: rood of paars
- Archimandriet: zwart

Voor de Grote vasten is er een zwarte stromenmantel met paarse en witte "stromen" (ongeacht de rang van bisschop). In de kerken van Constantinopel, Alexandrië, Antiochië, Jeruzalem, Georgië, Roemenië, Cyprus, Griekenland en Albanië zijn alle bisschopsgewaden scharlakenrood, blauw of paars, ongeacht de titel van de bisschop (of hij nu patriarch, aartsbisschop, metropoliet of bisschop is). Hetzelfde geldt voor de Melkitische-Katholieke Kerk. In de Servische, Bulgaarse en Pools-orthodoxe kerken, maar ook in de orthodoxe kerken van Amerika, de Tsjechische landen en Slowakije, komt het ‘kleurenschema’ van de gewaden over het algemeen overeen met het systeem dat in de Russisch-orthodoxe kerk wordt aangenomen. Bovendien heeft de bisschopsmantel in alle orthodoxe kerken, net als de mantel van de archimandriet, tabletten  - vierhoekige platen op de bovenkant van de mantel, met afbeeldingen van kruisen of serafijnen en met de initialen van de bisschop of archimandriet - op de onderkant. De tabletten op de mantel betekenen dat de bisschop, terwijl hij de kerk regeert, zich moet laten leiden door de geboden van God. Op de bovenkant van de mantel van de bisschop zijn witte en rode linten gemaakt van een andere stof - de zogenaamde "bronnen" of "stromen" - in drie rijen bovenop genaaid. Ze beelden symbolisch de leer uit die voortvloeit uit het Oude en Nieuwe Testament , en het is de plicht van de bisschop om te prediken. De mantel wordt door de bisschop gedragen bij de ingang van de tempel, bij litia, gebedsdiensten, maar ook tijdens plechtige processies en ceremonies.